# Blazing the Overland Trail
Blazing the Overland Trail é um seriado estadunidense produzido em 1956 pela Columbia Pictures, em 15 capítulos, sob direção de Spencer Gordon Bennet. É o 57º e último seriado da Columbia e o último seriado produzido por um grande estúdio. Também é o último seriado dirigido por Spencer Gordon Bennet, considerado o "Rei dos Diretores de Seriado". A Republic Pictures, o outro grande estúdio a produzir seriados nos anos 50, havia encerrado sua produção um ano antes, com King of the Carnival.

## Sinopse
O rancheiro vilão Rance Devlin pretende construir seu império de poder no oeste Americano, usando seus Black Raiders e aliando-se ao índios da região. Apenas Tom Bridger, aliado ao agente do correio Ed Marr e ao capitão da Cavalaria Americana Frank Carter, podem pará-lo.

## Elenco
- Lee Roberts .... Tom Bridger
- Dennis Moore ....  Ed Marr
- Norma Brooks .... Lola Martin
- Gregg Barton .... Capitão Frank Carter
- Don C. Harvey .... Rance Devlin, rancheiro vilão
- Lee Morgan .... Alby
- Edward Coch .... Carl
- Pierce Lyden .... Bragg
- Reed Howes .... Dunn
- Al Ferguson .... Fergie
- Pete Kellett .... Pete

## Produção
Blazing the Overland Trail usa o estoque de vários seriados anteriores da Columbia, tais como Overland with Kit Carson, de 1939, e White Eagle, de 1941.

## Capítulos
1. Gun Emperor of the West
2. Riding the Danger Trail
3. The Black Riders
4. Into the Flames
5. Trapped in the Runaway Wagon
6. Rifles for Redskins
7. Midnight Attack
8. Blast at Gunstock Pass
9. War at the Wagon Camp
10. Buffalo Stampede
11. Into the Fiery Blast
12. Cave-in
13. Bugle Call
14. Blazing Peril
15. Raiders Unmasked

Ver:

## Seriado no Brasil
No Brasil, o seriado teve o título "Pioneiros do Oeste", e só veiculou na televisão, não nos cinemas.